# 50P/Arend
50P/Arend è una cometa periodica scoperta da Sylvain Julien Victor Arend l'8 ottobre 1951 su una lastra esposta il 4 ottobre, al momento della scoperta la cometa era di 14ª magnitudine. La cometa fa parte della famiglia delle comete gioviane.